# Deutscher Soldatenfriedhof Vladslo

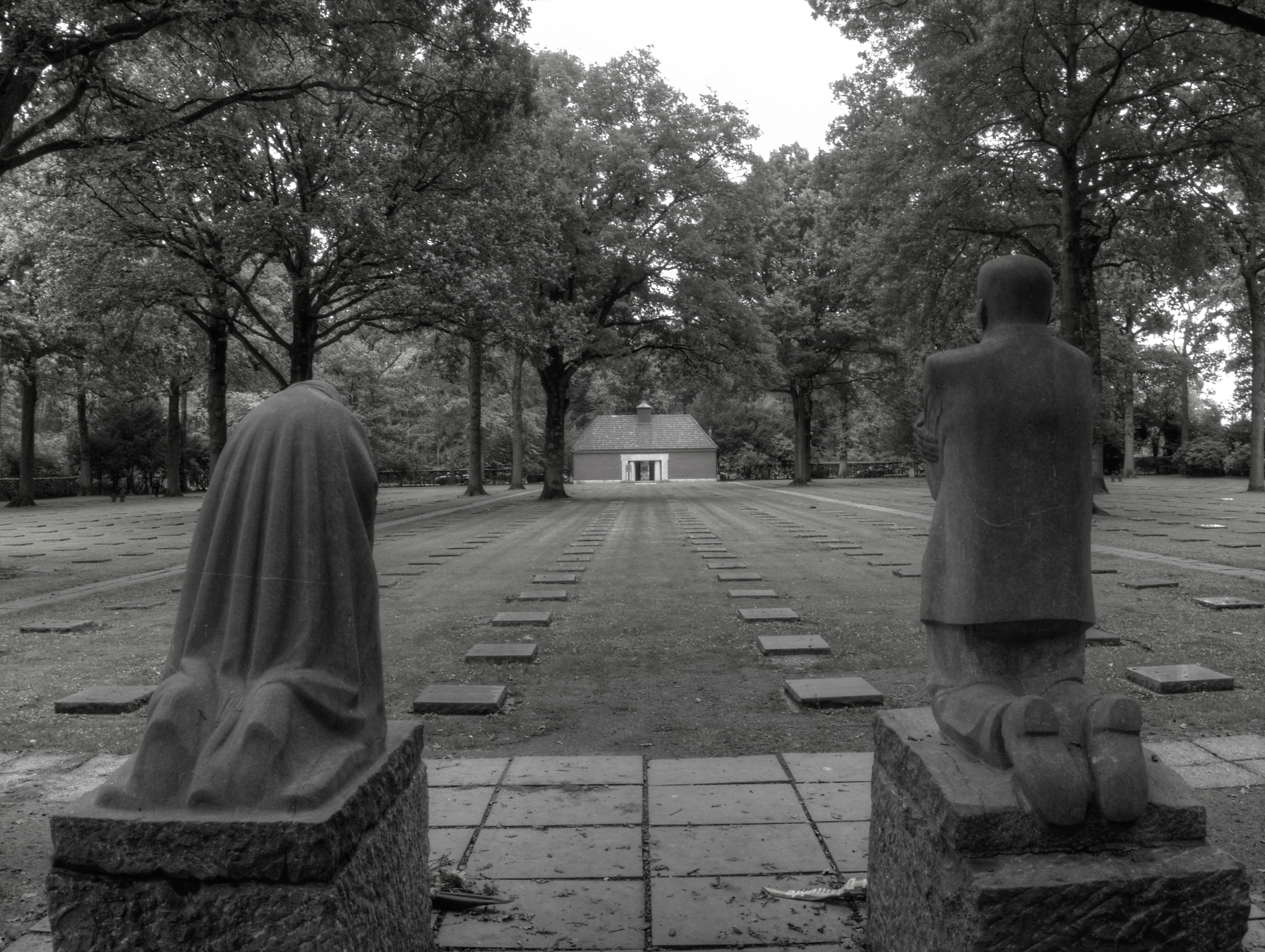
Blick durch das Trauernde Elternpaar von Käthe Kollwitz über das Gräberfeld zum Eingangsgebäude des deutschen Soldatenfriedhofes Vladslo

Der deutsche Soldatenfriedhof Vladslo ist ein Ehrenfriedhof in Vladslo, Provinz Westflandern, Belgien. Er ist eine Ruhestätte für 25.645 gefallene deutsche Soldaten des Ersten Weltkrieges. Er steht durch einen Ministerialerlass vom 18. März 1997 unter Denkmalschutz.

## Lage
Die parkartige Anlage liegt rund 20 Kilometer südlich von Ostende an der Straße Diksmuide-Beerst-Torhout. Etwa fünf Kilometer ostwärts von Beerst zweigt ein Weg nach links ab und führt nach wenigen hundert Metern zum deutschen Soldatenfriedhof.

## Sammelfriedhof
Der Friedhof wurde ab 1917 von deutschen Truppen angelegt. Nach Kriegsende waren 3.233 Gefallene bestattet. 1954 vereinbarte man, die insgesamt 128 durch den Kriegsverlauf verstreut liegenden kleinen deutschen Soldatenfriedhöfe Westflanderns zusammenzulegen. Zwischen 1956 und 1958 wurden die deutschen Gefallenen daher auf vier deutsche Soldatenfriedhöfe in Westflandern umgebettet, nach Langemark, Menen, Hooglede und Vladslo.

## Gestaltung

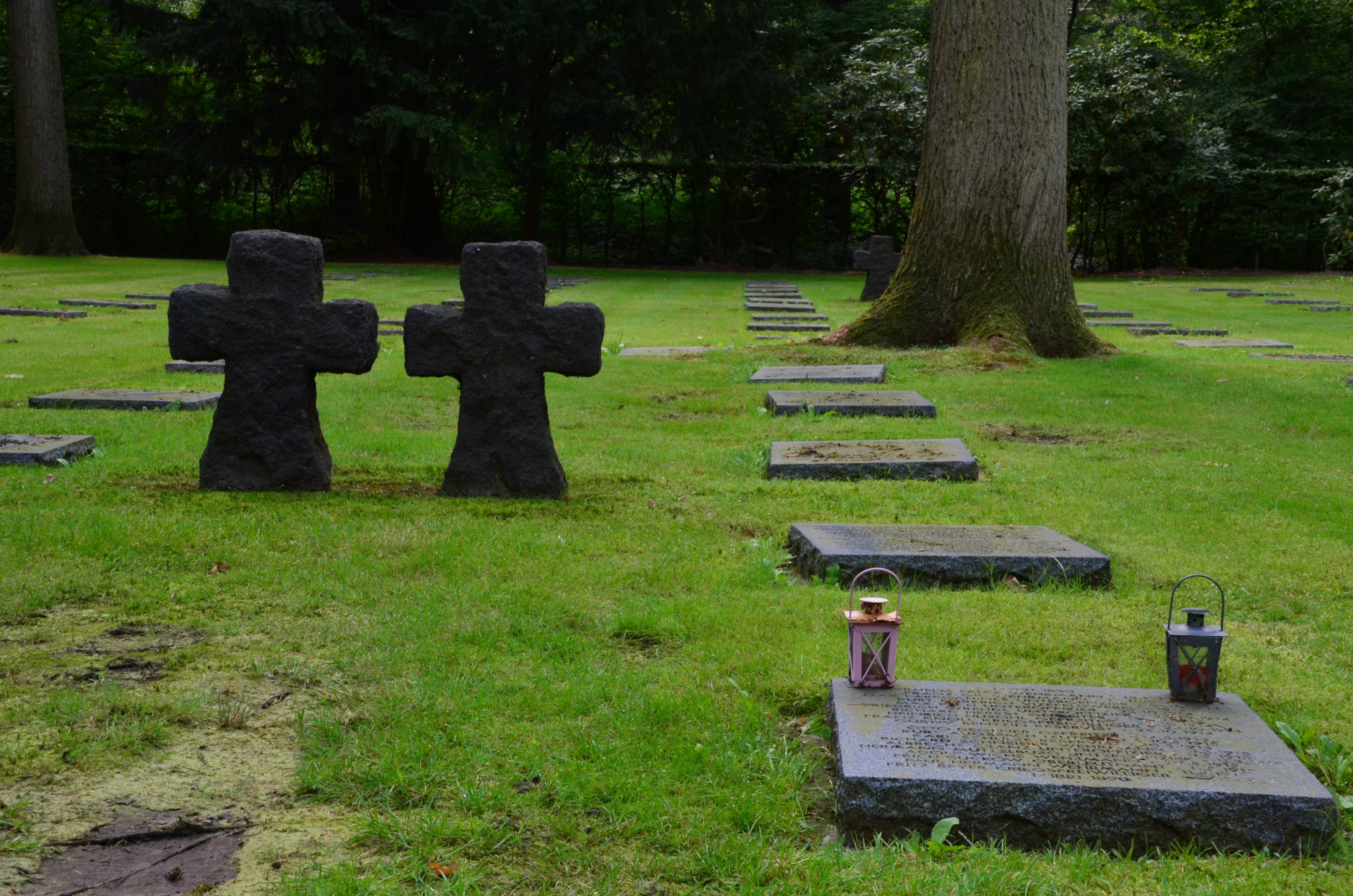
Begräbnisstätte Vladslo

Man betritt die Ruhestätte durch einen kleinen Eingangsbau. Von dort blickt man auf die zweiteilige Figurengruppe Trauerndes Elternpaar von Käthe Kollwitz. Die beiden parallel zueinander angeordneten Figuren knien auf Steinsockeln und tragen die Gesichtszüge von Käthe und Karl Kollwitz. Die Augen der männlichen Figur sind auf das Grab des Sohnes Peter Kollwitz gerichtet, dem die Skulptur gewidmet ist. Ursprünglich war die Figurengruppe dreiteilig konzipiert, wobei die Peter Kollwitz darstellende Skulptur mittig, längs, zwischen und vor den beiden Elternfiguren positioniert werden sollte.
Die beiden Figuren aus belgischem Granit wurden am 23. Juli 1932 nach vielen Widerständen und Diskussionen in Anwesenheit der Künstlerin und ihres Ehemannes zunächst auf dem deutschen Soldatenfriedhof bei Esen-Roggeveld aufgestellt. 1958, als die Gefallenen umgebettet wurden, transportierte man die Skulpturengruppe zur Kriegsgräberstätte Vladslo. Das Kunstwerk gehört zu den bekanntesten Friedhofskunstwerken und gilt als bildhauerisches Hauptwerk der Künstlerin, das sie innerhalb von 18 Jahren, 1914 bis 1932, geschaffen hat.
Das Grabfeld selbst ist mit Rasen bewachsen und wirkt mit seinem hohen Baumbestand wie eine weitläufige Parkanlage. Die strenge Geometrie der in Reihe liegenden Grabsteine aus belgischem Granit wird durch eine zuweilen in die Fläche gestreute Gruppe aus Sandsteinkreuzen aufgelockert.
Der Soldatenfriedhof wurde 2016 nach Restaurierungsarbeiten wiedereröffnet.

## Beigesetzte Persönlichkeiten
- Hanns Braun, Bildhauer und Leichtathlet
- Peter Kollwitz, expressionistischer Maler und „Wandervogel“, liegt in Block 3, Grab 29
- Ernst Mewes, Schauspieler

## Völkerverständigung
Der Friedhof hat jährlich bis zu 70.000 Besucher. Im Jahr 2007 wurden die Geschwister André, Gerard und Maria Museeuw geehrt, die den Friedhof fünfzig Jahre lang gepflegt hatten.
Das Lied „Vladslo“ des flämischen Sängers Willem Vermandere bezieht sich auf diesen Friedhof.

## UNESCO-Weltkulturerbe
Als Grab- und Gedenkstätte des Ersten Weltkriegs gehört der „Soldatenfriedhof Vladslo“ seit 2023 zum UNESCO-Welterbe in Frankreich.

## Video
- Vladslo (4:04 Min.), YouTube